# Astiage
Astiage (in persiano ایشتوویگو‎, Ištovigu, reso da Erodoto Astyages; Ecbatana, ... – Partia, dopo il 550 a.C.) era figlio del re medo Ciassare e fu l'ultimo sovrano dell'impero dei Medi.
Nel 585 a.C. prese in moglie Ariene, la figlia di Aliatte II, re della Lidia, come sigillo a un trattato di pace tra i due regni al termine di cinque anni di guerra.
Completamente privo dell'ascendente sulle truppe che aveva il padre (essenziale per una monarchia che fondava sull'esercito la propria forza), Astiage non riuscì a nascondere a lungo la sua debolezza. Appunto per neutralizzare la sorgente potenza dei Persiani diede in moglie la figlia Mandane al re achemenide Cambise I: un'unione funesta per i Medi, nascendone Ciro II, giovane principe con mire ambiziose sul loro vasto impero, che gli si ribellò nel 553 a.C., sobillato dal re babilonese Nabonedo. Ammutinamenti e diserzioni falcidiavano l'esercito del re medo, quindi decise di mettersi egli stesso alla guida dei suoi soldati; conquistò Anšan e la vittoria sembrava vicina quando le sue truppe si ribellarono e lo consegnarono nelle mani di Ciro.
Le fonti antiche concordano che Astiage fu trattato con clemenza dopo la sua cattura, anche se Erodoto afferma che fu imprigionato a vita, mentre Ctesia ritiene che fu nominato governatore di una provincia nella Partia e che fu più tardi ucciso da un avversario politico.